# Troféu HQ Mix de melhor adaptação para os quadrinhos
Adaptação para os quadrinhos é uma das categorias do Troféu HQ Mix, premiação brasileira dedicada aos quadrinhos que é realizada pela Associação dos Cartunistas do Brasil (ACB) e pelo Instituto do Memorial das Artes Gráficas do Brasil (IMAG) desde 1989.

## História
Nas duas primeiras edições haviam a categoria adaptação da TV para HQ, onde foram premiados dois álbuns da série Juba & Lulaː Operação Super-Homem (1988) e Uma Aventura na Amazônia (1989) publicados pela editora Nova Fronteira, produzidos por Regis Rocha Moreira (roteiros) e Hector Gómez Alisio (desenhos) a partir dos personagens televisivos Juba e Lula das séries Armação Ilimitada, exibida na TV Globo entre 1985 e 1988, e do programa spin-off Juba & Lula, exibido em 1989 na mesma emissora, Regis Rocha Moreira foi um dos roteiristas do spin-off.
A categoria "Adaptação para os quadrinhos" foi criada em 2009 para premiar quadrinizações mais abrangentes, a partir de histórias desenvolvidas em outras mídias, como literatura, cinema ou teatro. Os ganhadores são escolhidos por votação entre profissionais da área (roteiristas, desenhistas, jornalistas, editores, pesquisadores etc.) a partir de uma lista de sete indicados elaborada pela comissão organizadora do evento. A primeira obra a ganhar o prêmio foi a adaptação de Dom Quixote feita pelo quadrinista Bira Dantas.

## Vencedores e indicados
| Ano  | Obra | Autor(es) | Editora | Outros indicados | Notas         |
| ---- | --- | --- | --- | --- | ------------- |
| 2009 | Dom Quixote (coleção Literatura Mundial em Quadrinhos)                                                              | Bira Dantas | Escala | - Desista! (Conrad) - História do Brasil em quadrinhos (Europa) - O Pequeno Píncipe (Agir) - A Revolução Russa (Escala) - Heróis da restauração pernambucana (Plublikimagem) - Triste fim de Policarpo Quaresma (Cia. Editora Nacional) | [ 3 ] [ 4 ]   |
| 2010 | Jubiabá de Jorge Amado                                                                                              | Spacca | Quadrinhos na Cia                                                                                                   | - A luneta mágica em quadrinhos (Panda) - Balaiada - a Guerra do Maranhão (independente) - História do Brasil em quadrinhos - proclamação da República (Europa) - O Cortiço (Ática) - O Guarani (Ática) - O Pagador de promessas (Agir) | [ 5 ] [ 6 ]   |
| 2011 | Os Sertões - a luta (coleção Grandes Clássicos em Graphic Novel)                                                    | Carlos Ferreira e Rodrigo Rosa                                                                                      | Desiderata | - Clássicos da Literatura Disney (Abril Jovem) - Classics Illustrated - Alice através do espelho (HQM) - Demônios (Peirópolis) - Histórias de Poe (ARX) - Memórias de um sargento de milícias (Ática) - Triste fim de Policarpo Quaresma (Ática) | [ 7 ] [ 8 ]   |
| 2012 | Clara dos Anjos | Wander Antunes e Marcelo Lelis                                                                                      | Quadrinhos na Cia                                                                                                   | - A Cachoeira de Paulo Afonso (Pallas) - Conto da escola em quadrinhos (Peirópolis) - Dom Casmurro (Nemo) - Farenheit 451 (Globo) - Fernando Pessoa e outras pessoas (Saraiva) - Vigor Mortis Comics (Zarabatana) | [ 9 ] [ 10 ]  |
| 2013 | A tempestade (Coleção Shakespeare em Quadrinhos)                                                                    | Lillo Parra e Jefferson Costa                                                                                       | Nemo | - Adormecida: 100 anos para sempre (8inverso) - Dom Casmurro (Ática) - Frankenstein (Peirópolis) - Freud (Cia. das Letras) - O Ateneu (Ática) - O negrinho do pastoreio (Ygarapé) | [ 11 ]        |
| 2014 | Dom Casmurro | Felipe Greco e Mario Cau                                                                                            | Devir | - A Mão e a Luva (Peirópolis) - Eu, Fernando Pessoa (Peirópolis) - Hamlet (Nemo) - O Maravilhoso Mágico de Oz (Panini) - Peter Pan (Nemo) - Pobre Marinheiro (Balão) | [ 12 ]        |
| 2015 | Grande Sertão: Veredas                                                                                              | Eloar Guazzelli e Rodrigo Rosa                                                                                      | Globo | - A Invenção de Morel (L&PM) - A Morte de Ivan Ilitch (Peirópolis) - Cânone Gráfico (Boitempo/Barricada) - Helena (New Pop) - Kaputt (WMF Martins Fontes) - O Estrangeiro (Quadrinhos na Cia) | [ 13 ] [ 14 ] |
| 2016 | Dois Irmãos | Fábio Moon e Gabriel Bá                                                                                             | Quadrinhos na Cia                                                                                                   | - A Morte de Stálin – TRÊS ESTRELAS - A Salamanca do Jarau – INDEPENDENTE - A Vida Oculta de Fernando Pessoa – SESI- SP - Burroughs – VENETA - Caravaggio - A Morte da Virgem - Editora Veneta - Dupin – ZARABATANA - Lavagem – MINO - O Rei Amarelo em quadrinhos – Editora Draco - Vidas Secas – GALERA RECORD | [ 15 ] [ 16 ] |
| 2017 | Sharaz-de - Contos de As Mil e Uma Noites - Volume 1                                                                | Sergio Toppi | Figura Editora | - CRIME E CASTIGO – GRAPHIC NOVEL (LPM) - DA LOUCURA DOS HOMENS – TRAGICOMÉDIA DE UMA VIDA SEM SENTIDO (eBooks Kindle) - LUCY IN THE SKY (Studio MAGENTA) - MACUNAIMA EM QUADRINHOS (Editora Peirópolis) - O CORAÇÃO DO CÃO NEGRO (AVEC Editora) - ORGULHO & PRECONCEITO (NEMO) - PARKER VOL 2 – A ORGANIZAÇÃO (DEVIR BRASIL) - PEREGRINO MANGÁ (Editora 100% Cristão) - ZÉ DO CAIXÃO (Jupati Books) | [ 17 ] [ 18 ] |
| 2018 | Moby Dick | Christophe Chabouté                                                                                                 | Pipoca & Nanquim | - A Noiva - Anne Frank - Caligari - Como falar com garotas em festas - O Diário de Anne Frank em quadrinhos - O museu dos horrores - Uma estrela na escuridão - Your name - Zeppelin | [ 19 ] [ 20 ] |
| 2019 | A Revolução dos Bichos                                                                                              | Odyr | Quadrinhos na Cia                                                                                                   | - Ânsia Eterna - Beowulf - Conto de Areia - Drácula - O anel de Nibelungo - O idiota - O relatório de Brodeck - Paraíso Perdido - The Beatles: Yellow submarine | [ 21 ] [ 22 ] |
| 2020 | Travesti Edmond Baudoin e Mircea Cărtărescu / Veneta                                                                | Travesti Edmond Baudoin e Mircea Cărtărescu / Veneta                                                                | Travesti Edmond Baudoin e Mircea Cărtărescu / Veneta                                                                | - A Nova Califórnia (Daniel Araujo / independente) - A Viola Encarnada: Moda de Viola em Quadrinhos (Yuri Garfunkel / Lyra) - Jane (Aline Brosh McKenna e Ramón K. Perez / Pipoca & Nanquim) - Lenora (Juliana Fiorese / independente) - Virgem Depois dos 30 (Atsuhiko Nakamura e Bargain Sakuraichi / Pipoca & Nanquim) - O Corvo (Leander Moura / independente) - O Elísio: Uma Jornada ao Inferno (Renato Dalmaso / AVEC) - O Ninguém (Jeff Lemire / Pipoca & Nanquim) - Os Mitos de Cthulhu (Vários autores / Pipoca & Nanquim) | [ 23 ] [ 24 ] |
| 2021 | Moby Dick em Quadrinhos Lúcia da Ascenção de Nóbrega, Moacir Rodrigues Soares e Irineu Soares Rodrigues / Principis | Moby Dick em Quadrinhos Lúcia da Ascenção de Nóbrega, Moacir Rodrigues Soares e Irineu Soares Rodrigues / Principis | Moby Dick em Quadrinhos Lúcia da Ascenção de Nóbrega, Moacir Rodrigues Soares e Irineu Soares Rodrigues / Principis | - Aquarela (André Bernardino e Vitor Flynn / Balão) - De H.P. Lovecraft: A Cor Que Caiu do Espaço (Romau Martins, Val Oliveira e Sandro Zambi / Skript) - Degenerado (Chloé Cruchaudet / Nemo) - Informe Sobre Cegos (Ernesto Sabato e Alberto Breccia / Figura) - O Rei Macaco (Silverio Pisu e Milo Manara / Pipoca & Nanquim) - Os Gatos de Ulthar (Leander Moura / Diário Macabro) - Prof. Fall (Ivan Brun e Tristan Perretón / Veneta) - Senhora / Clássicos Brasileiros em HQ n° 14 (Luiz Antonio Aguiar e Shiko / Ática) - Traje de Rigor (Gustavo Lambreta / Escape HQ) - Um Conto de Natal: Uma História de Fantasmas (Carlos Giménez / Comix Zone)                                                       | [ 25 ] [ 26 ] |
| 2022 | Popeye: Um Homem ao Mar Antoine Ozanam e Lelis / Skript                                                             | Popeye: Um Homem ao Mar Antoine Ozanam e Lelis / Skript                                                             | Popeye: Um Homem ao Mar Antoine Ozanam e Lelis / Skript                                                             | - Anne de Green Gables em Quadrinhos (Larissa Palmieri, Mario Cau e Fabi Marques / Principis) - Filho de Ladrão (Christian Morales e Luis Martínez / Veneta) - Frankenstein e Outras Histórias de Horror (Junji Ito / Pipoca & Nanquim) - O Corcunda de Notre Dame em Quadrinhos (Lillo Parra, Samuel Bono e Marcelo Pitel / Principis) - O Esqueleto: Chronica Phantastica de Olinda (Roberta Cirne / independente) - O Maravilhoso Mágico de Oz (Eric Shanower e Skottie Young / Panini Comics) - O Médico e o Monstro em Quadrinhos (Daniel Esteves, Wanderson de Souza e Dan Freitas / Principis) - Silentium (Mhorgana Alessandra e Marília Aguiar / independente) - Yellow Cab (Chabouté / Pipoca & Nanquim) | [ 27 ] [ 28 ] |
| 2023 | Barrela João Pinheiro / Brasa                                                                                       | Barrela João Pinheiro / Brasa                                                                                       | Barrela João Pinheiro / Brasa                                                                                       | - Amantikir (Lillo Parra e Jefferson Costa / Trem Fantasma) - Aventuras Macabras de Edgar Allan Poe (Flavio Colin, Julio Shimamoto, Jordí e José Menezes / Skript) - Contos Novos (Vários autores / Principis) - Drácula (Alberto Breccia / Comix Zone) - Era uma Vez e Outros Contos de Júlia Lopes de Almeida (Germana Viana / Editora do Brasil) - Lovecraft/Poe (Alberto Breccia / Quadrinhos na Cia.) - Os Sussurros do Caos Rastejante (Fábio Yabu e Fred Rubim / Jambô) - Romeu & Julieta (Lorenzo Mattotti / Conrad) - Triste República: A Primeira República Comentada por Lima Barreto (Spacca e Lilia Moritz Schwarcz / Quadrinhos na Cia.)                                                             | [ 29 ] [ 30 ] |